# Союз демократичного центру
Союз демократичного центру (ісп. Unión de Centro Democrático, UCD, також перекладається як Демократичний центристський союз) — колишня виборча коаліція, а потім політична партія в Іспанії, що існувала з 1977 до 1983. Перший лідер — Адольфо Суарес.

## Історія
У результаті хвилі демократичних перетворень після смерті Франсиско Франко 3 травня 1977 була заснована федерація правоцентристських політичних партії Іспанії. Його президент Адольфо Суарес. Члени партії представляли різні погляди: християнсько-демократичні, ліберальні, соціал-демократичні і соціал-ліберальні.
На парламентських виборах в 1977 році UCD зайняв перше місце з 34,52% голосів, що дало йому 165 місць в іспанському парламенті (з 350). Лідер Союзу Суарес став прем'єр-міністром. Партія зіграла значну роль у створенні нової конституції Іспанії. Під час роботи над нею та іншими законами UCD працювала як з правим Народним альянсом, так і з лівими ІСРП і Комуністичною партією Іспанії. UCD також виграв наступні вибори в 1979 році, отримавши 34,84% голосів і 168 місць в парламенті.
Партія розпалася в 1983 році в результаті розбіжностей поглядів у керівництві. Більшість її активістів приєдналась до Народної партії та нової партії Суареса Демократичний і соціальний центр.